# Kármin gyurgyalag
A kármin gyurgyalag vagy piros gyurgyalag (Merops nubicus) a madarak (Aves) osztályának szalakótaalakúak (Coraciiformes) rendjébe, ezen belül a gyurgyalagfélék (Meropidae) családjába tartozó faj.

## Rendszerezése
A fajt Johann Friedrich Gmelin német természettudós írta le 1788-ban.

## Előfordulása
Az északi alfaj Közép-Afrikában költ Szenegáltól keletre Etiópiáig. A déli alfaj Afrika déli részén költ, Angolától keletre egészen Tanzániáig. A populációt körülbelül 5 millió egyedre becsülik. Vonuló faj.

## Megjelenése
Testhossza 24–27 centiméter; a megnyúlt faroktollak 9,5 centiméter hosszúak, testtömege 34–59 gramm. Az északi alfaj tollazata a törzsön világospiros, az alsó farokfedők zöldek. A szárnyon zöld foltok vannak. A fej smaragdzöld, a szemnél széles fekete sáv van és a középső faroktollak is feketék. A csőr hosszú, lefelé ível és erős; a madár nagyon jól el tudja kapni vele a repülő rovarokat. A déli alfaj nagyobb, mint az északi és nem kékeszöld a torka.
|  |

## Életmódja
A természetes élőhelye szubtrópusi és trópusi mangroveerdők, szavannák, cserjések, édesvízi mocsarak, tavak, folyók és patakok környéke, valamint szántóföldek és legelők. A madár társas lény. Tápláléka a levegőben repülő rovarok, főleg méhek, sáskák és hangyák.

## Szaporodása
Az ivarérettséget egyéves korban éri el. A költési időszak szélességi fokonként különböző. A fészekaljban 2-3, de néha több hófehér tojás van. Ezeken mindkét szülő körülbelül 20 napig kotlik. A fiatal madarak körülbelül 30 nap után repülnek ki.

## Rokon fajok
A kármin gyurgyalag közeli rokona a Kárpát-medencében is előforduló gyurgyalag (Merops apiaster).

## Természetvédelmi helyzete
Az elterjedési területe rendkívül nagy, egyedszáma viszont csökkenő, de még nem éri el a kritikus szintet. A Természetvédelmi Világszövetség Vörös listáján nem fenyegetett fajként szerepel.